# 沃居埃
沃居埃（法語：Vogüé，法語發音：[vɔɡɥe]）是法国阿尔代什省的一个市镇，位于该省南部，属于拉让蒂耶尔区。

## 地理
沃居埃（44°33'2"N, 4°24'52"E）面积11.72 平方千米，位于法国奥弗涅-罗讷-阿尔卑斯大区阿尔代什省，该省份为法国东南部内陆省份，北起顺时针与卢瓦尔省、伊泽尔省、德龙省、沃克吕兹省、加尔省、洛泽尔省和上盧瓦爾省接壤。
与沃居埃接壤的市镇（或旧市镇、城区）包括：欧布纳、拉沙佩勒苏索布纳、拉纳、拉维勒迪约、罗什科隆布、圣艾蒂安德丰贝隆、圣日耳曼、阿尔代什河畔圣莫里斯、圣塞尔南。

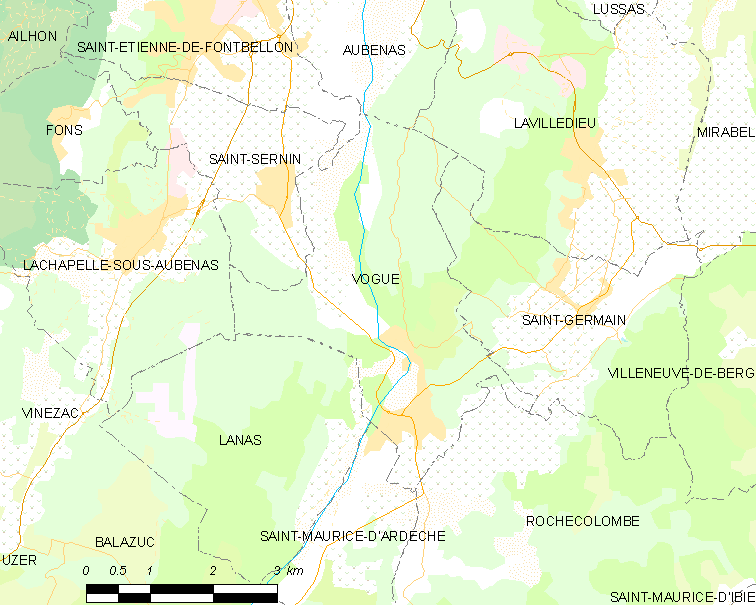
沃居埃的OSM定位图

沃居埃的时区为UTC+01:00、UTC+02:00（夏令时）。

## 行政
沃居埃的邮政编码为07200，INSEE市镇编码为07348。

## 政治
沃居埃所属的省级选区为瓦隆蓬达尔克县。

## 人口

1962-2008年间沃居埃人口变化图示

沃居埃于2022年1月1日时的人口数量为1035人。